# Алфред Жари
Алфрѐд Жарѝ (на френски: Alfred Jarry) е френски писател, поет и драматург.
Роден е на 8 септември 1873 година в Лавал в семейството на търговец, но израства в Бретан, където отива майка му, след като напуска пропилия се баща. Алфред завършва гимназия и кандидатства в „Екол нормал“ в Париж, но не е приет и се включва в артистичните среди, създавайки си известност със своите стихове и стихове в проза в духа на символизма. Жари е основоположник на патафизиката, а най-голямо влияние има фарсовата му пиеса „Крал Юбю“, смятана за предшественик на дадаизма, сюрреализма и театъра на абсурда.
Алфред Жари умира от туберкулоза на 1 ноември 1907 година в Париж.